# Ashaninca (llengua)
|  | No s'ha de confondre amb Ashéninka. |

L'ashaninca, ashàninga, ashaninka, o campa, encara que aquest terme el consideren pejoratiu) és una llengua indígena americana de la família arawak, originària de la yunga del Perú. Es parla pels ashaninca, especialment al llarg del curs dels rius Apurímac, Ena, Perené i Tambo al Perú i a Acre, el Brasil. L'ashaninca no ha de ser confós amb l'ashéninka. És pròxim també al caquinte i al machiguenga. El terme Campa es considera ofensiu per part dels parlants d'aquesta llengua.
Tots els parlants pertanyen al grup ètnic asháninka que inclou entre 97.477 individus, així com 969 a l'Estat d'Acre (Brasil). Molts dels ashaninca tenen encara com a llengua materna l'asháninka. De fet en el territori ashaninca aquesta llengua és nominalment cooficial dins del territori dels asháninka juntament amb el castellà, d'acord amb la constitució peruana, on segons el cens del 2010 tenia 68.687 parlants majors de 5 anys; i amb el portuguès d'acord amb la constitució brasilera. L'alfabetització en ashaninca està entre el 10% i el 30%; enfront de l'alfabetització en espanyol i en portuguès que està entre el 15% i el 25% i 100%.

## Dialectes
A causa de la gran similitud que guarda amb tots els lectos arawaks preandins, la decisió d'anomenar-los dialectes d'una sola llengua o idiomes diferents descansa en consideracions polítiques i socials més que en la similitud lingüística. els intents d'unificar les varietats en un sol estàndard d'escriptura no han estat reeixits.
La llengua ashaninca es parla en el territori centro oriental peruà, en els departaments de Cusco, Junín, Pasco, Huánuco i Ucayali. Tan àmplia distribució, certament ofereix múltiples varietats dialectals la classificació de les quals pot acceptar-se, peremptòriament, de la següent manera:
- Ashaninca del Perené, a les províncies de Chanchamayo i Satipo, del departament de Junín
- Ashaninca de l'Ena-Tambo, a la Província Satipo, del departament de Junín i en la Província de la Convención al Departament del Cuzco
- Ashaninca del Pitxis, en la Província de Oxapampa del Departament de Cerro de Pasco
- Ashaninca del Purús, en la Província de Purús, del Departament d'Ucayali. És una extensió de l'ashaninca de l'Ena Tambo
- Ashaninca del Apuricayali, entre Puerto Inca, de Huánuco, i Oxapampa, de Pasco.
- Supralecto ashéninka del Gran Pajonal, s la Província d'Atalaya, del departament de Ucayali

## Classificació
El asháninca és una llengua del grup campa de les llengües maipureanes, aquest grup inclou també altres varietats nomenades en la literatura com a Campa del Pajonal, Ashéninka, Axaninca, Machiguenga i Nomatsiguenga; tots elles estretament emparentades, per la qual cosa alguns autors considera que es tracta de varietats dialectals d'una mateixa llengua, encara que en últim terme aquesta agrupació està subjecta a consideracions polítiques i socials extralingüístiques. Els intents de desenvolupar un estàndard escrit unificat per a aquestes variants no ha tingut èxit.

## Fonologia

### Consonants
|            | Labial | Alveolar | Palatal | Velar | Glotal |
| ---------- | ------ | -------- | ------- | ----- | ------ |
| Olcusiva   | pàg    | t        | tʲ      | k     |        |
| Africada   |        | t͡s       | t͡ʃ      |       |        |
| Fricativa  | β      | s        | ʃ       |       | h      |
| Nasal      | m      | n        | ɲ       |       |        |
| Ròtica     |        | ɾ        |         |       |        |
| Aproximant |        |          | j       |       |        |

Després de les nasals amb veu, els plosius sense veu esdevenen amb veu. Precedint una vocal [a], un so [k] es labialitza com [kʷ]. Un so labial [w] es forma quan dues vocals /oa/ estan juntes.

### Vocals
|         | Frontal | Posterior |
| ------- | ------- | --------- |
| Tancada | jo      |           |
| Mitjana | e       | o         |
| Oberta  | a       | a         |

## Comparacions lingüístiques
| Anglès | castellà | Ashaninca  |
| ------ | -------- | ---------- |
| One    | Uno      | Aparo      |
| Two    | Dos      | Apite      |
| Three  | Tres     | Maava      |
| Man    | Hombre   | Shirampari |
| Woman  | Mujer    | Tsinane    |
| Dog    | Perro    | Otsiti     |
| Sun    | Sol      | Poreatsiri |
| Moon   | Luna     | Cashiri    |
| Water  | Agua     | Nija       |

## Amenaces
Aquesta llengua es pot classificar com a vulnerable per multitud de raons. Amèrica del Sud ha estat un objectiu per a la tala i altres esforços de desforestació, sovint il·legals. Els que parlen ashaninca consideren la seva llar les boscos plujosos històricament denses del Perú i el Brasil i viuen d’aquesta terra. Aquest hàbitat, especialment a la zona peruana, s'enfronta a una moderada amenaça de l'explotació forestal i altres pràctiques destructives per part de forces externes.